# Trembita (film)
Trembita (Трембита) è un film del 1968 diretto da Oleg Pavlovič Nikolaevskij.